# Cserkút
Cserkút é um município da Hungria, situado no condado de Baranya. Tem 6,67 km² de área e sua população em 2019 foi estimada em 607 habitantes.